# Nombre de Jesús
Nombre de Jesús é um município do departamento de Chalatenango, em El Salvador. Sua população estimada em 2007 era de 4 484 habitantes.